# José Benjamín Dávalos
José Benjamín Dávalos de Molina (Salta, 27 de mayo de 1817 - 27 de mayo de 1867) fue un abogado y político argentino, que ejerció varios cargos en la provincia de Salta, incluyendo el de gobernador, que ejercía al momento de su fallecimiento en 1867.

## Biografía
Hijo del coronel José Toribio Dávalos, cursó sus estudios en su ciudad natal y en Bolivia, donde se doctoró en derecho en la Universidad de Chuquisaca en 1844. A su regreso a su provincia, se casó con Ascensión Isasmendi, hija del último gobernador español de Salta, Nicolás Severo de Isasmendi.
Ejerció como juez y miembro del Tribunal de Justicia en tiempos del caudillo José Manuel Saravia. Fue respetado en su puesto por el gobernador unitario que derrocó a aquel, y presidió la Junta General que eligió a los diputados por Salta al Congreso Constituyente que sancionaría la Constitución Argentina de 1853, de los cuales sólo Facundo Zuviría llegaría a integrarlo.
Continuó ejerciendo cargos judiciales durante varios años más. llegando a la presidencia del Superior Tribunal de Justicia provincial. En esta época se dedicó a la vitivinicultura en su hacienda de Colomé, en los Valles Calchaquíes.
Apoyó al gobernador federal José María Todd, y se puso al frente de un regimiento en su fracasada campaña para defender la provincia después de la batalla de Pavón. Fue separado de su cargo durante la administración de Juan Nepomuceno Uriburu, y repuesto en el mismo por Segundo Díaz de Bedoya, en 1864.
En agosto de 1866 fue elegido gobernador de la provincia, por un partido provincial opuesto a la influencia del presidente Bartolomé Mitre, y que sería la base del futuro Partido Autonomista. Durante su gestión solucionó el conflicto con el obispo Buenaventura Rizo Patrón y se reorganizaron las acequias de la capital.
Falleció en ejercicio del gobierno, en mayo de 1867, el mismo día en que cumplía 50 años de edad.